# ألان كلارك (سياسي)
ألان كلارك (بالإنجليزية: Alan Clark)‏ هو شخصية أعمال وسياسي أمريكي، ولد في 11 أغسطس 1960 في الولايات المتحدة. حزبياً، نشط في الحزب الجمهوري. وقد انتخب عضو مجلس ولاية أركنساس.